# 高庙八卦楼
高庙八卦楼，位于中国青海省海东市乐都区高庙镇西村，为第五批青海省文物保护单位，公布日期为1988年9月15日，类型为古建筑。
高庙八卦楼的历史年代为明。